# Euphonia affinis
Az Euphonia affinis a madarak osztályának verébalakúak (Passeriformes) rendjébe és a pintyfélék (Fringillidae) családjába tartozó faj.

## Rendszerezése
A fajt René Primevère Lesson francia orvos és ornitológus írta le 1842-ben, a Tanagra nembe Tanagra [Euphonia] affinis néven.

## Alfajai
- Euphonia affinis affinis (Lesson, 1842)
- Euphonia affinis godmani Brewster, 1889
- Euphonia affinis olmecorum Dickerman, 1981[2]

## Előfordulása
Mexikó, Belize, Costa Rica, Guatemala, Honduras, Nicaragua és Salvador területén honos. Természetes élőhelyei a szubtrópusi vagy trópusi síkvidéki esőerdők, száraz erdők, és cserjések, valamint ültetvények, szántóföldek, másodlagos erdők. Állandó, nem vonuló faj.

## Megjelenése
Testhossza 9 centiméter.

## Természetvédelmi helyzete
Az elterjedési területe rendkívül nagy, egyedszáma még nagy, de csökken. A Természetvédelmi Világszövetség Vörös listáján nem fenyegetett fajként szerepel.